# آفار أوراسيا

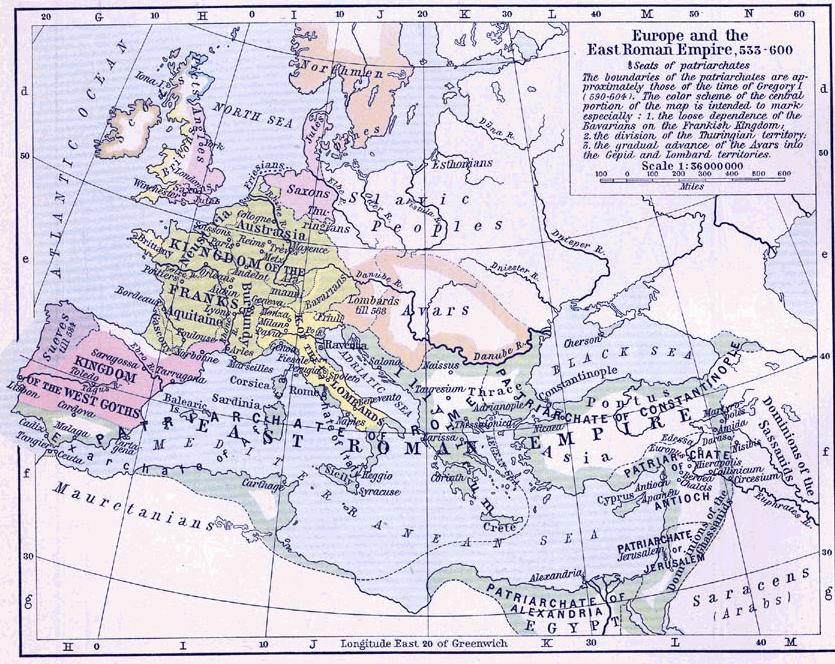

آفار أوراسيا قوم رحل سيطروا في القرنين الرابع والخامس الميلاديين على وسط آسيا وعندما أجلتهم قبائل أقوى منهم اندفعوا غربا فتضخم جيشهم أثر انضمام الشعوب المغلوبة إليهم. ومع بلغوهم أوج قوتهم في أواخر القرن السادس الميلادي، نهبوا جميع جنوبي روسيا والبلقان الحاليين، وفشل حصارهم للقسطنطينية سنة 626 م. لكنهم ظلوا يسيطرون على السهل المجرى إلى أن هزمهم شارلمان. لم يرد لهم ذكر بعد القرن التاسع الميلادي.
هناك شعب آخر يدعون بالآفار وهم مسلمي داغستان الرعاة في الاتحاد السوفييتي، اعتقد البعض أنهم ينحدرون من بقايا الآفار الآسيويين القدماء، إلا أن الدراسات الحديثة أثبتت بأنه لا علاقة لآفار داغستان بآفار أوراسيا.

## تاريخ

### الوصول إلى أوروبا
في العام 557، أرسل الآفار هيئة من الممثلين الدبلوماسيين إلى القسطنطينية، على الأرجح أنها كانت من شمال القوقاز. كان ذلك أول اتصال لهم بالإمبراطورية البيزنطية. مقابل الذهب، وافقوا على إخضاع «القبائل المقاومة» تحت سلطتهم نيابة عن البيزنطيين: وبعد ذلك عملوا على غزو وتوحيد قبائل بدوية مختلفة – الكورتيرز وشعب سابير – وهزموا الأنتس. بحلول عام 562، كان الآفار قد سيطروا على على حوض الدانوب السفلي وعلى السهوب شمال البحر الأسود. بحلول الوقت الذي وصلوا فيه إلى البلقان، شكّل الآفار مجموعة متنوعة من الفرسان بلغ عددهم نحو 20 ألف فارس. بعد أن اشتراها الإمبراطور البيزنطي جستنيان الأول (الذي حكم البلاد في الفترة بين عامي 527 و565)، اندفعت المجموعة نحو الشمال الغربي إلى ألمانيا. إلا أن المعارضة الفرنسية أوقفت توسع آفار في ذلك الإتجاه.
في إطار البحث عن أراض رعوية خصبة، طالب الآفار بدايةً بالأرض جنوب نهر الدانوب في بلغاريا الحالية، ولكن البيزنطيين رفضوا ذلك، مستخدمين علاقاتهم مع الغوكتورك كتهديد أمام بطش الآفار. حول الافارس انتباههم إلى سهل الكاربات وما يتيحه من دفاعات طبيعية. لكن الحوض الكارباثي كان عندئذ محتلا من قبل الغبيديين. في سنة 567، شكل الآفار تحاليفًا مع اللومبارديين – أعداء الغبيديين – ودمروا سويًا الكثير من المملكة الغبيدية. أقنع الآفار اللومبارديين بعد ذلك بالتحرك إلى شمال إيطاليا، وهو الغزو الذي كان بمثابة الحركة الجرمانية الكبيرة الأخيرة خلال فترة الهجرة.[بحاجة لمصدر]
استمرارًا في سياستهم الناجحة في قلب البرابرة ضد بعضهم البعض، أقنع البيزنطيون الآفار بمهاجمة السكلافينيين في سكيتيا الصغرى (دبروجا الحالية)، وهي أرض غنية بالبضائع. بعد تدمير معظم أراضي السكلافينيين، عاد الآفار إلى بانونيا بعد أن هاجر العديد من الأتباع إلى رعاية الإمبراطور البيزنطي تاركين الخاقان.

### بداية حقبة الآفار (580 – 670)
بحلول العام 580 تقريبًا، كان خاقان الآفار قد بسط سيطرته على معظم القبائل السلافية والبلغارية والجرمانية التي تعيش في بانونيا وحوض الكاربات. حين عجزت الإمبراطورية البيزنطية عن دفع إعانات أو استخدام مرتزقة آفار، غزا الآفار مناطقهم ضمن حوض البلقان. وفقًا لمينادر، قاد بايان جيشّا مؤلفًا من 10 آلاف بلغاري كوترغوري واستولى على دالماسيا في العام 568، قاطعًا بذلك صلة الوصل البرية بين مع شمال إيطاليا وأوروبا الغربية. بحلول عام 582، استولى الآفار على سيرميوم، وهو حصن مهم في بانونيا. عندما رفض البيزنطيون زيادة مبلغ المنحة كما طلب ابن بايان والخليفة بايان الثاني (الذي جلس في الحكم سنة 584)، شرع الآفار بالاستيلاء على كل من سينجدونم وفيميناسيوم. لكنهم واجهوا عوائق أثناء حملات موريس في البلقان خلال تسعينيات القرن السادس.
بحلول العام 600، أنشأ الآفار إمبراطورية بدوية تحكم عددًا كبيرًا من الشعوب، تمتد من النمسا كما هي اليوم في الغرب إلى سهول بنطس - قزوين في الشرق. بعد هزيمتهم في معارك فيميناسيوم ضمن أراضيهم، انشق بعض الآفار إلى البيزنطيين في العام 602، لكن الإمبراطور موريس قرر ألا يعود أدراجه إلى الوطن كما اقتضت العادة. إذ استبقى معسكره في ما وراء نهر الدانوب طوال الشتاء، ولكن المصاعب التي واجهتهم دفعت الجيش للعصيان، ممهلين الآفار فترة إرجاءٍ كانوا في أمس الحاجة إليها وحاولوا غزو شمال إيطاليا في عام 610. أدت الحرب الأهلية البيزنطية إلى غزو فارسي تمثل في الحرب الساسانية-البيزنطية بين عامي 602 و628، وبعد عام 615، تمتع الآفار بحرية التصرف في الأراضي البلقانية غير المحمية.

أثناء التفاوض مع الإمبراطور هرقل خلف أسوار القسطنطينية في عام 617، شن الأفارس هجومًا مفاجئًا. فيما لم يتمكنوا من السيطرة على وسط المدينة، إلا أنهم نهبوا ضواحي المدينة وأخذوا معهم 270 ألف أسير. وصلت المدفوعات بالذهب والبضائع إلى مجموع قياسي قدره 200 ألف صوليدوس (عملة رومانية ذهبية) قبل عام 626. في عام 626، تعاون الآفار مع القوة الساسانية في حصار عام 626 الذي باء بالفشل. في أعقاب تلك الهزيمة، تراجعت القوة السياسية والعسكرية للآفار. المصادر البيزنطية والفرنجية وثقت حربًا بين الآفار وأتباعهم من السلافيين الغربيين، الونديين.
كل عام، كان الهون (الآفار) يأتون إلى السلافيين لقضاء الشتاء معهم؛ ثم يأخذون زوجاتهم وبناتهم ليناموا معهم، ومن بين حالات سوء المعاملة الأخرى اضطرار السلافيين إلى دفع رسوم للهون. لكن أبناء الهون، الذي تربوا برفقة زوجات وبنات أولئك الونديين لم يتمكنوا من تحمل المزيد من الظلم ورفضوا طاعة الهون وبدأوا بالتمرد. عندما بدأ الجيش الوندي بالتحرك ضد الهون، رافقهم التاجر سامو. برزت شجاعة سامو بطرق بديعة وسقطت أعداد ضخمة من الهون على يد الونديين.

- وقائع فريغار، الكتاب الرابع، الباب 48، الصفحة المكتوبة 642
في ثلاثينيات القرن السابع، قام سامو، حاكم أول دولة سلافية معروفة تاريخيًا باسم اتحاد سامو القبلي أو مملكة سامو، بزيادة سلطته على الأراضي إلى شمال وغرب الخاقانات على حساب الآفار، وحكم حتى وفاته في عام 658.
سجل كتاب «وقائع فريديغار» أنه أثناء تمرد سامو عام 631 ميلادية، رحل 9000 بلغاري ألسيوكس من بانونيا إلى بافاريا (المعروفة اليوم) حيث ذبح داغوبرت الأول معظمهم. انضم الـ 700 المتبقين إلى الونديين. في وقت قريب من حكم سامو، قاد كوبرات حاكم قبيلة دولو انتفاضة ناجحة لإنهاء سلطة الآفار على سهل البانوني؛ وأسس بلغاريا الكبرى القديمة، أو «باتريا أونوجوريا» (وطن الأونوجورس). يذكر أن الحرب الأهلية، التي من المحتمل أنها كانت صراع خلافة في أونوجوريا بين القوات المشتركة لكل من الكوتريغور والأوتيغور، اندلعت بين عامي 631 و632. تحطمت قوة جيوش الآفار المتمردة وخضعوا تحت سيطرة بلغاريا العظمى. في الوقت ذاته، ووفقًا للعمل الذي قدمه قسطنطين السابع بعنوان «من إدارة الإمبراطورية» (القرن العاشر)، فإن مجموعة من الكروات المنفصلين عن الكروات البيض الذين عاشوا في كرواتيا البيضاء ووصلوا بإرادتهم الخاصة، أو دعاهم الإمبراطور البيزنطي هرقل (610 – 641)، لمحاربة وهزيمة الآفار الذين نظموا بعد ذلك إمارة دالماسيا.

### الانهيار
تسارع الانحدار التدريجي لسلطة الآفار إلى سقوط سريع. سلسلة من الحملات الفرنجية التي بدأت منذ عام 788 وانتهاءً بالسيطرة على حكم الآفار خلال عقد من الزمن. بدأ الصراع الأولي بين الآفار والفرنجة بعد فترة وجيزة من عزل الفرنجة الدوق البافاري تاسيلو الثالث، وتأسيس حكمٍ فرنجي على بافاريا في عام 788. في ذلك الوقت، كانت الحدود بين بافاريا والآفار واقعة على نهر إنز. تم صد التوغل الأولى للآفار في بافاريا، وردّت القوات الإفرنجية – البافارية من خلال الحرب إلى الأراضي الآفارية المجاورة الواقعة على طول نهر الدانوب، شرقي إنز. اصطدم الطرفان قرب نهر إيبس، على حقل يبس، حيث هُزِم الآفار (788). بشّر ذلك بصعود السلطة الإفرنجية، وانحدار مثيلتها الآفارية في المنطقة.
في عام 790، حاول الآفار التفاوض مع الفرنجة للوصول إلى تسوية سلمية، ولكن لم يتم التوصل إلى اتفاق. انتهت حملة إفرنجية جديدة ضد الآفار بدأت عام 791 بنجاح لصالح الفرنجة. عبر جيش إفرنجي كبير بقيادة شارلمان من بافاريا إلى الأراضي الآفارية وراء نهر إنز، وبدأ في التقدم على طول نهر الدانوب في رتلين، ولكنه لم يلقَ أية مقاومة وسرعان ما وصل إلى منطقة فيينا وودز عند بوابات سهل بانوني. لم تُجر أيّة معركة نزال، إذ كان الآفار قد فروا قبل وصول الجيش الكارولينجياني، في حين أن المرض خلّف معظم خيول الآفار ميتة. بدأ الاقتتال القبلي، مُظهرًا ضعف الخاقانات.